# Ronnie Leahy
Ronnie Leahy (Glasgow, 4 ottobre 1947) è un tastierista e compositore britannico, conosciuto per la sua lunga militanza nella band Nazareth.

## Biografia
Iniziata la carriera nella band Stone the Crows, si afferma definitivamente come tastierista di Jack Bruce. Negli anni novanta diventa il nuovo tastierista dei Nazareth. 
Ha anche suonato con i Tandoori Cassette, una rock band formata da Barriemore Barlow dopo aver lasciato i Jethro Tull nel 1980, con Zal Cleminson dei Nazareth alla chitarra e Charlie Tumahai al basso. 
E poi è andato in tour con Jon Anderson in Europa e ha anche registrato Song of Seven lo stesso anno, e poi nel 1982 dopo aver suonato anche nell'album Animation di Jon Anderson, col quale inizierà una lunga collaborazione.  
Inoltre ha al suo attivo 2 album solisti.

## Discografia

### Solista
- 1983 - Music from the Edward Bennett
- 1985 - Ascendancy

### Con i Nazareth
- 1998 - Boogaloo
- 2011 - Big Dogz
- 2014 - Rock 'n' Roll Telephone
- 2018 - Tattoed on My Brain
- 2023 - Surviving the Law